# Paris-Roubaix 1926
Paris-Roubaix din 1926 a fost a 27-a ediție a Paris-Roubaix, o cursă clasică de ciclism de o zi din Franța. Evenimentul a avut loc pe 4 aprilie 1926 și s-a desfășurat pe o distanță de 270 de kilometri de la Paris până la velodromul din Roubaix. Câștigătorul a fost Julien Delbecque din Belgia.

## Rezultate
| Loc | Ciclist                       | Timp       |
| --- | ----------------------------- | ---------- |
| 1   | Julien Delbecque (BEL)        | 7h 24' 42" |
| 2   | Gustaaf Van Slembrouck (BEL)  | +0' 00"    |
| 3   | Gaston Rebry (BEL)            | +0' 58"    |
| 4   | Lode Eelen (BEL)              | +0' 00"    |
| 5   | Kastor Notter (SUI)           | +4' 08"    |
| 6   | Henri Pélissier (FRA)         | +4' 18"    |
| 7   | Félix Sellier (BEL)           | +5' 01"    |
| 8   | Marcel Colleu (FRA)           | +7' 50"    |
| 9   | Camille Van de Casteele (BEL) | +10' 16"   |
| 10  | Adelin Benoit (BEL)           | +10' 16"   |